# Martin Schulz

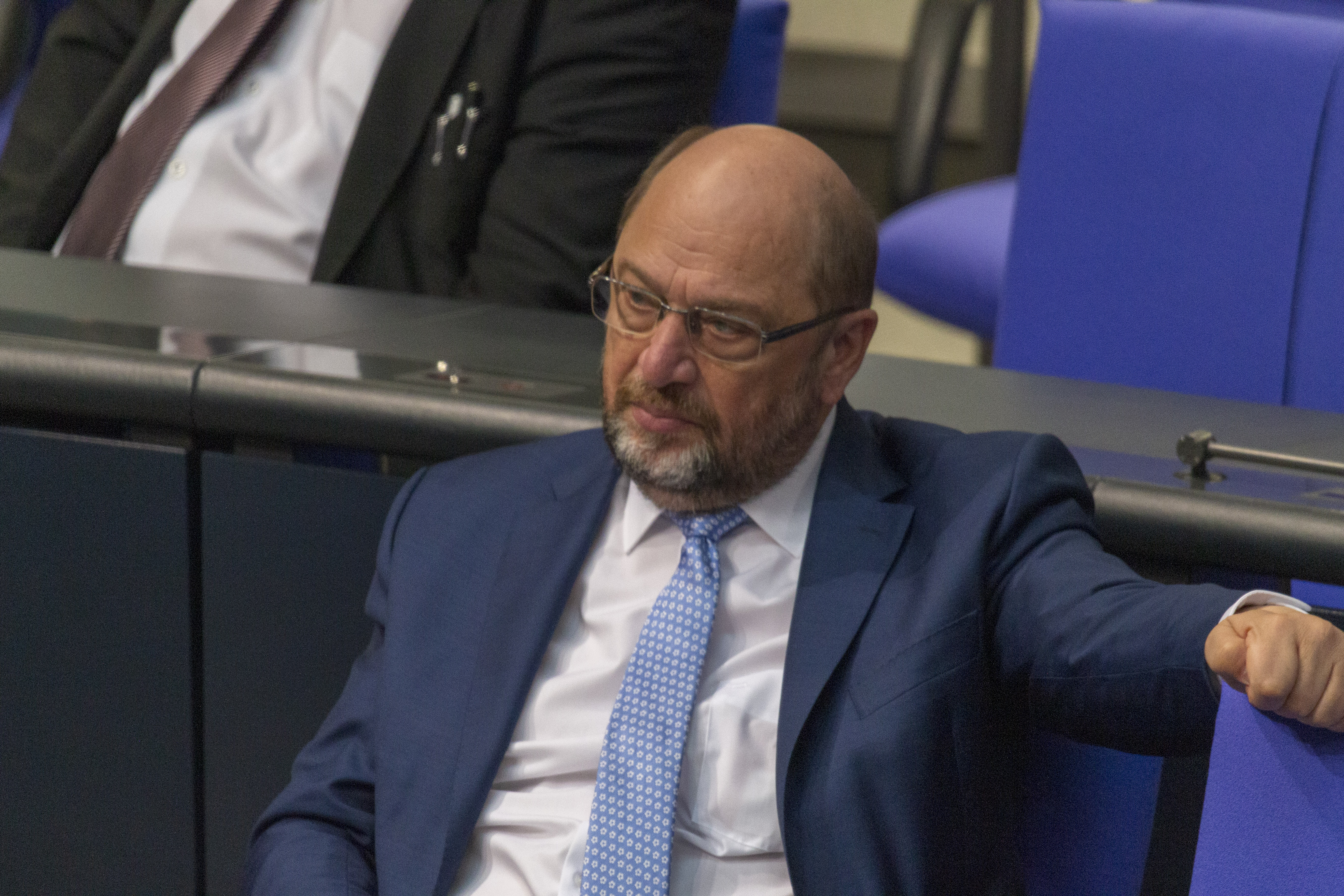
Martin Schulz (2020)

Martin Schulz (* 20. Dezember 1955 in Kinzweiler-Hehlrath, heute zu Eschweiler) ist ein ehemaliger deutscher Politiker (SPD). Von 1987 bis 1998 war Schulz ehrenamtlicher Bürgermeister von Würselen. Von 1994 bis 2017 war er Mitglied des Europäischen Parlaments und von 2012 bis 2017 dessen Präsident. Schulz gehörte von 1999 bis 2018 durchgehend dem Bundesvorstand und dem Parteipräsidium der SPD an. Von 2017 bis 2018 amtierte er als SPD-Parteivorsitzender. Im Dezember 2020 wurde Schulz zum Vorsitzenden der SPD-nahen Friedrich-Ebert-Stiftung gewählt.
Zur Bundestagswahl 2017 trat Schulz als Kanzlerkandidat der SPD an. Dabei erreichte die Partei mit 20,5 % ihr bis dahin schlechtestes Wahlergebnis der Nachkriegsgeschichte. Schulz zog über die nordrhein-westfälische Landesliste der SPD ins Parlament ein und war bis 2021 Mitglied des Bundestages. Bei der Bundestagswahl 2021 trat er nicht mehr an.

## Leben

### Jugend und Schulbildung (1955 bis 1974)
Schulz wurde 1955 in Hehlrath (damals Teil der Gemeinde Kinzweiler) als jüngstes von fünf Kindern geboren. Sein Vater Albert stammte aus dem Saarland und war ein sozialdemokratisch geprägter Polizeibeamter im mittleren Dienst und Dorfpolizist. Seine Mutter Clara war Hausfrau, hatte einen konservativ-katholischen Familienhintergrund und gehörte zu den Gründungsmitgliedern des CDU-Ortsverbands Würselen. Bis 1966 war Martin Schulz Grundschüler an der katholischen Knabenschule Lehnstraße in Würselen. Von 1966 bis 1974 besuchte er das private katholische Heilig-Geist-Gymnasium im Würselener Stadtteil Broich. Schulz wurde Schülersprecher. Mit 16 Jahren galt sein besonderes Interesse der Entstehung des Nationalsozialismus. Im Schuljahr 1974 erlangte er am Heilig-Geist-Gymnasium die Fachhochschulreife.

### Ausbildung, berufliche Tätigkeit (1974 bis 1994)
Nach einem Jahr der Arbeitslosigkeit und durch Vermittlung seines ehemaligen Schulleiters absolvierte Schulz von 1975 bis 1977 eine kaufmännische Berufsausbildung zum Buchhändler. In den fünf Jahren nach Abschluss der dualen Berufsausbildung war er bei verschiedenen Verlagen und Buchhandlungen im Großraum Aachen tätig, bis er im Jahr 1982 mit seiner Schwester Doris eine eigene Sortiments- und Verlagsbuchhandlung in Würselen gründete, deren Mitinhaber er bis 1994 war.

### SPD-Politiker (1975 bis heute)

#### Kommunalpolitiker (1984 bis 1998)
Im Alter von 19 Jahren trat Schulz in die SPD ein und engagierte sich ab 1975 bei den Jusos in Würselen. Im Jahr 1984 wurde er in den Würselener Stadtrat gewählt, dem er knapp zwei Wahlperioden als SPD-Stadtverordneter bis 1998 angehörte. 1987 wurde er ohne Gegenkandidaten vom Stadtrat zum ehrenamtlichen Bürgermeister von Würselen gewählt. Mit 31 Jahren war er damals der jüngste Bürgermeister Nordrhein-Westfalens. Als Bürgermeister setzte er gegen den Widerstand einer Bürgerinitiative den Bau eines Freizeitbads durch, welches von der Stadt jährlich mit fast einer Million Euro subventioniert wird. 1998 verzichtete er zugunsten seines seit 1994 bestehenden Mandats im Europäischen Parlament auf das Bürgermeisteramt. Von 1996 bis 2010 war er Kreisvorsitzender der SPD Aachen.

#### Europapolitiker (1994 bis 2017)
Bei der Europawahl 1994 wurde Schulz ins Europäische Parlament gewählt und war von 2000 bis 2004 Vorsitzender der deutschen SPD-Landesgruppe. Europaweite Aufmerksamkeit erhielt Schulz 2003, als er nach einem Wortgefecht mit Silvio Berlusconi von diesem beleidigt wurde. Von der Europawahl 2004 bis zum Januar 2012 war er Vorsitzender der Sozialistischen Fraktion im Europäischen Parlament, die sich 2009 in Progressive Allianz der Sozialdemokraten im Europäischen Parlament (S&D) umbenannte. Seit dem 13. November 2009 ist er neuer Europabeauftragter der SPD, um die Koordinierung der Parteiarbeit mit der EU-Politikebene zu verbessern. Er ist Mitglied der überparteilichen Europa-Union Deutschland. Schulz bezeichnete sich 2016 als „Vorsitzender der Koordinierungsgruppe zu TTIP im Europäischen Parlament“.

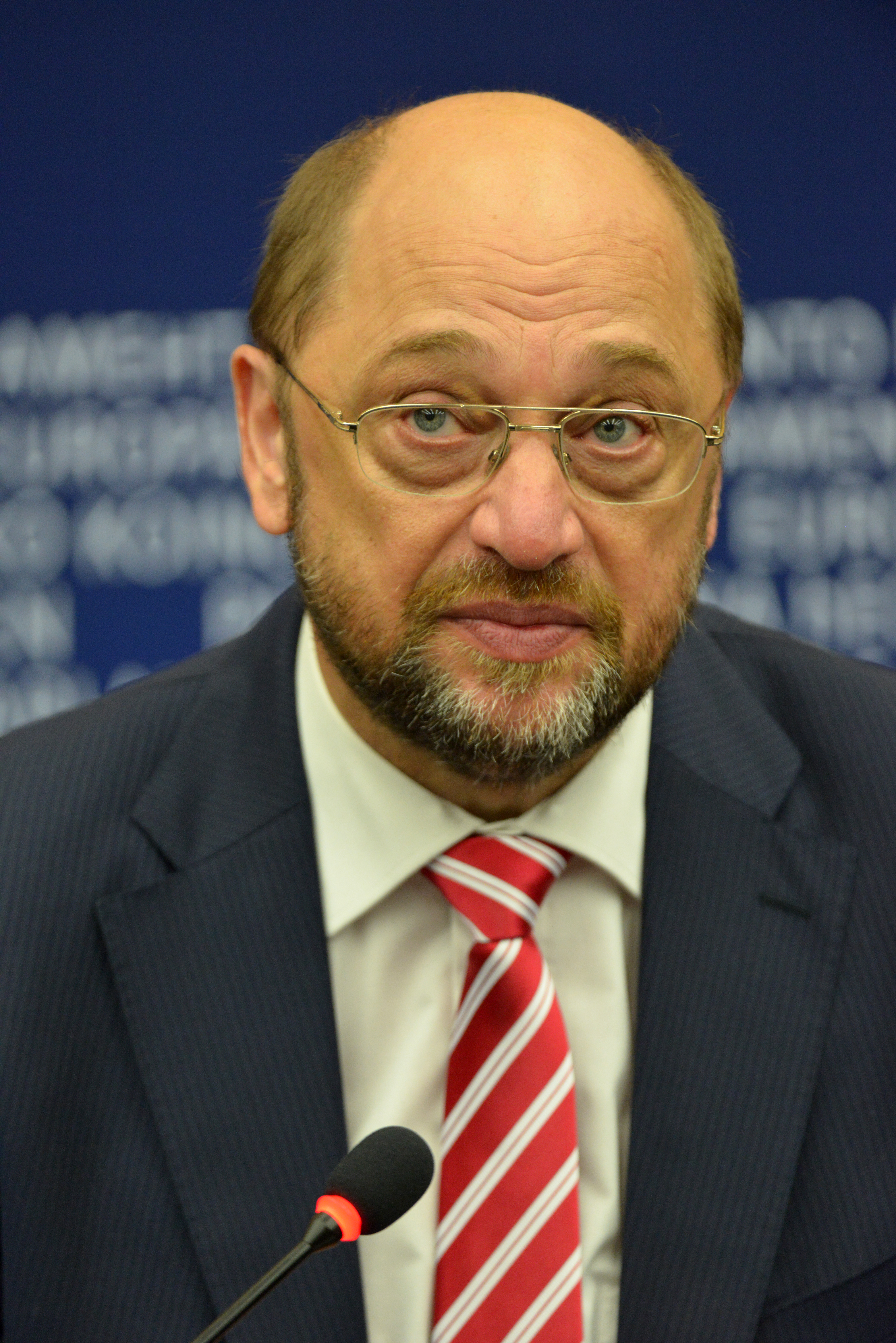
Martin Schulz als damaliger EU-Parlamentspräsident (2014)

Nach der Europawahl 2009 erreichte Schulz Aufmerksamkeit, als er eine schnelle Zustimmung seiner Fraktion zu einer zweiten Amtszeit der Kommission Barroso verhinderte und stattdessen zusammen mit dem grünen Fraktionsvorsitzenden Daniel Cohn-Bendit den belgischen Liberalen Guy Verhofstadt als Kandidaten für das Amt des Kommissionspräsidenten ins Spiel brachte.
Später lockerte Schulz seinen Widerstand und forderte nur noch, dass Barroso auf bestimmte politische Bedingungen der Sozialdemokraten eingehen müsse. Im Gegenzug kam es zu einer informellen Einigung zwischen der konservativen EVP und der SPE, nach der Schulz im Jahr 2012 dem polnischen EVP-Mitglied Jerzy Buzek als Präsident des Europäischen Parlaments nachfolgen sollte. Anfang Juni 2011 kündigte er auch formell an, für dieses Amt zu kandidieren. Am 17. Januar 2012 wurde Schulz im ersten Wahlgang mit der erforderlichen Mehrheit zum Präsidenten des Europäischen Parlaments gewählt.

#### Kandidat für die EU-Kommissionspräsidentschaft

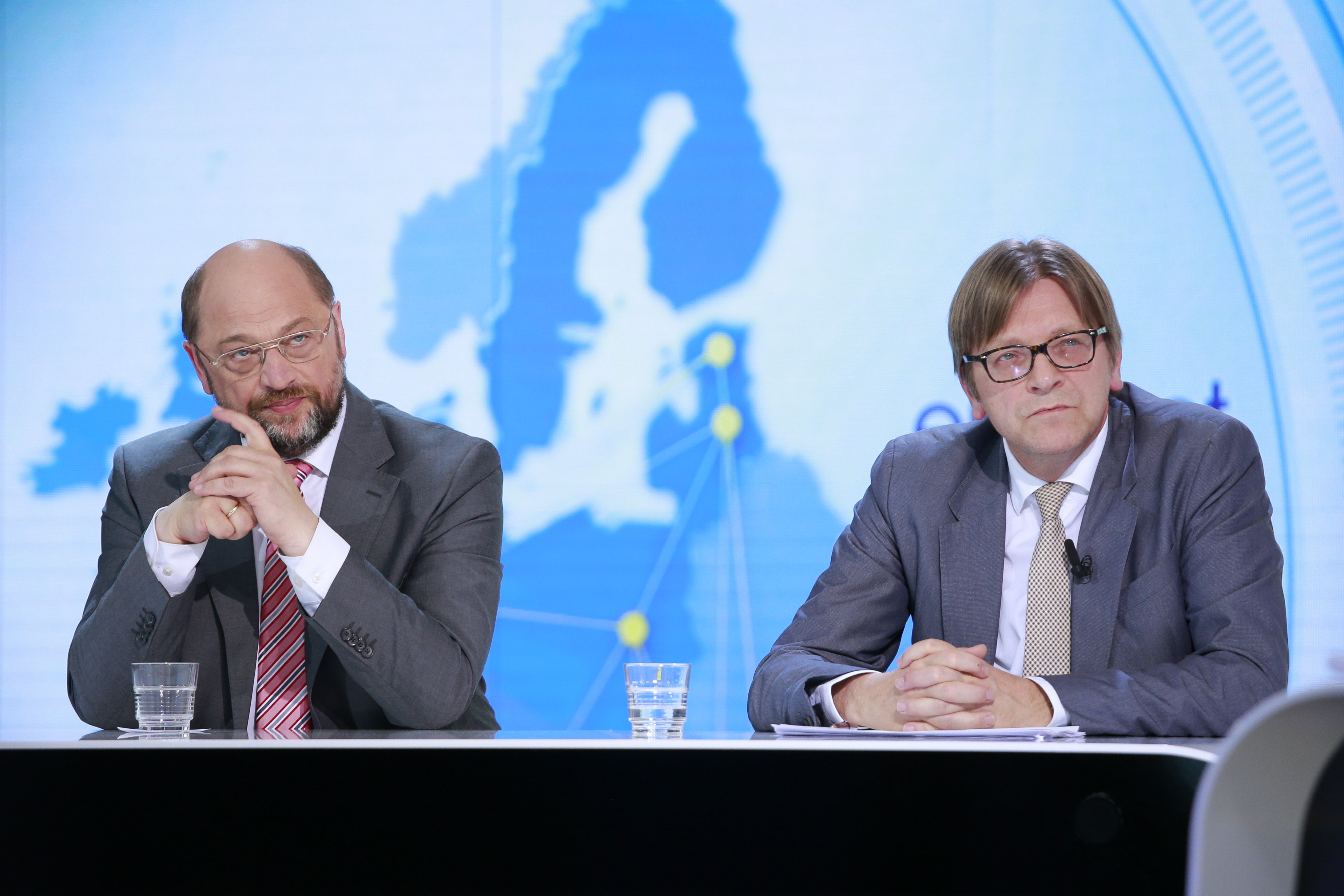
Martin Schulz bei einer Debatte im Europawahlkampf 2014 mit seinem liberalen Konkurrenten Guy Verhofstadt

Am 1. März 2014 wurde Schulz auf dem Kongress der Europäischen Sozialisten mit 91,1 % der Stimmen zum gemeinsamen Spitzenkandidaten für die Europawahl 2014 gewählt. Er strebte die Kommissionspräsidentschaft an, damit wurde erstmals in der Geschichte der Europäischen Union ein Spitzenkandidat für das Amt des Präsidenten der EU-Kommission aufgestellt. Die anderen europäischen Parteien reagierten darauf und stellten ebenfalls Spitzenkandidaten auf. Allerdings ging die Fraktion der Sozialdemokraten aus der Wahl nur als zweitstärkste Kraft hervor, hinter der Europäischen Volkspartei mit Jean-Claude Juncker als Spitzenkandidat. Schulz unterstützte anschließend die Nominierung Junckers durch den Europäischen Rat, da sich einige Regierungschefs, wie der britische Premierminister David Cameron, gegen das Spitzenkandidatenprinzip aussprachen.
Im Anschluss an die Wahlniederlage der Europäischen Sozialisten forderte die SPD, Schulz als neuen deutschen EU-Kommissar zu nominieren, dies lehnte die CDU allerdings ab, Bundeskanzlerin Merkel schlug stattdessen ihren CDU-Parteikollegen Günther Oettinger erneut vor.
Die Fraktion der Progressiven Allianz der Sozialdemokraten im Europäischen Parlament wählte Schulz in ihrer Sitzung am 18. Juni 2014 in Brüssel zum Vorsitzenden der Fraktion. Dieses Amt legte er nieder, als er am 1. Juli 2014 mit 66,8 % erneut zum Präsidenten des Parlaments gewählt wurde. Dies geschah auch aufgrund einer geheimen, am 10. Januar 2017 veröffentlichten Vereinbarung mit Manfred Weber, die Schulz die Unterstützung der EVP-Fraktion bei der Wahl sicherte, im Gegenzug aber nach der Hälfte der Legislaturperiode ein Mitglied der EVP im Amt des Parlamentspräsidenten vorsah. Im November 2016 gab es Signale, dass Schulz auch in der zweiten Hälfte das Amt behalten wolle. Diese bewahrheiteten sich jedoch nicht, da er wenige Tage später seinen Wechsel in die Bundespolitik ankündigte.
Im Februar 2017 schied Schulz aus dem Europäischen Parlament aus. Für ihn rückte Arndt Kohn nach.
Er war Mitglied der Bundesversammlung bei der Wahl des deutschen Bundespräsidenten 2004, 2009, 2010, 2012 und 2017.

#### Kanzlerkandidat (2017), Parteivorsitzender (2017 bis 2018) und Bundestagsabgeordneter (2017 bis 2021)

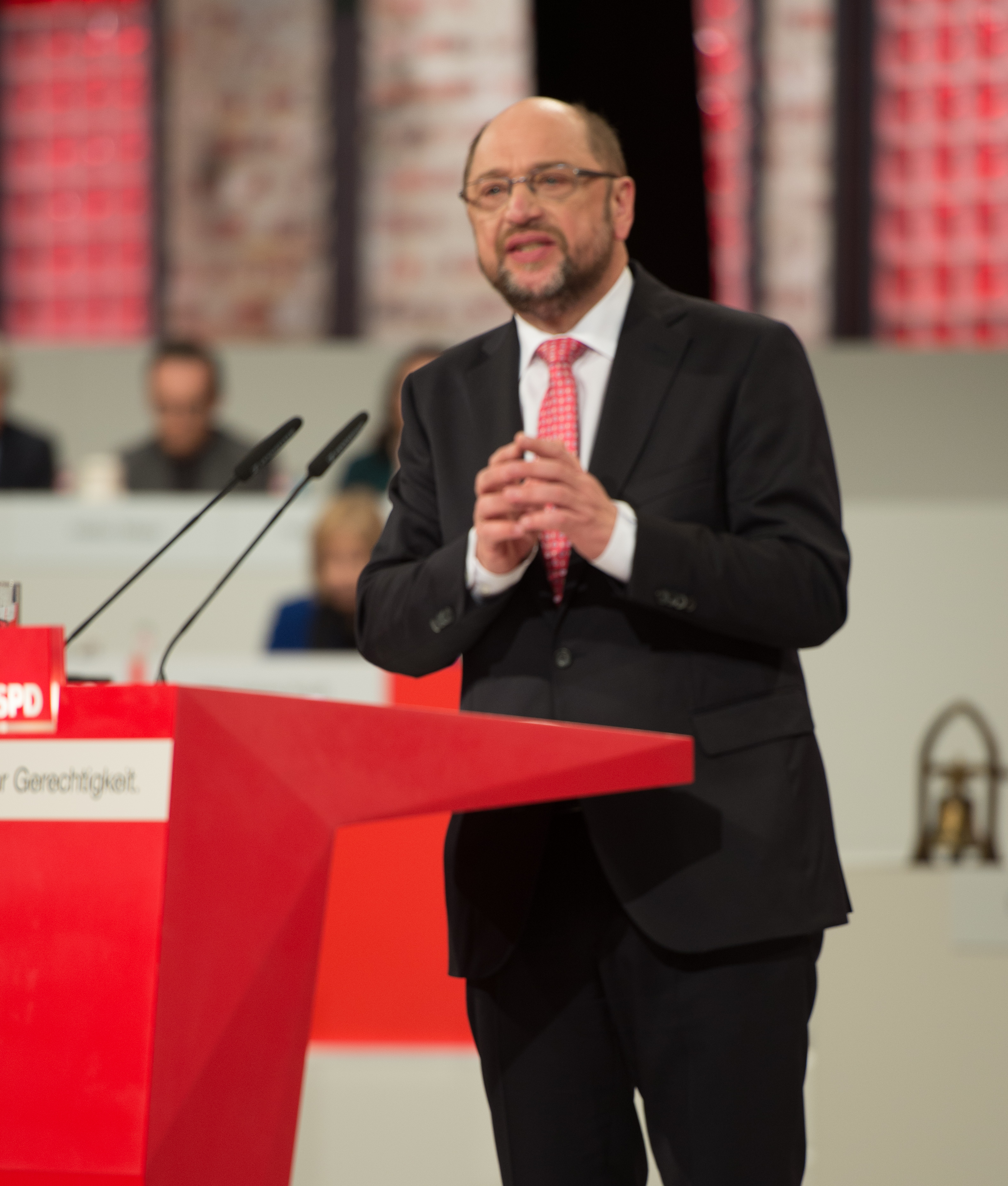
Martin Schulz auf dem SPD-Bundesparteitag am 19. März 2017 in Berlin

Am 24. November 2016 kündigte Schulz seinen Wechsel in die Bundespolitik an. Für eine weitere Amtszeit als Präsident des Europäischen Parlaments wollte er nicht mehr kandidieren, stattdessen auf Platz eins der Landesliste der SPD Nordrhein-Westfalen bei der Bundestagswahl 2017 antreten. Den Posten des EU-Parlamentspräsidenten beanspruchte die konservative Europäische Volkspartei für sich, so dass Schulz für eine weitere Kandidatur kaum Chancen eingeräumt wurden. Zu seinem Nachfolger wurde Antonio Tajani gewählt, der bisher einer der Vizepräsidenten des EU-Parlaments gewesen war.

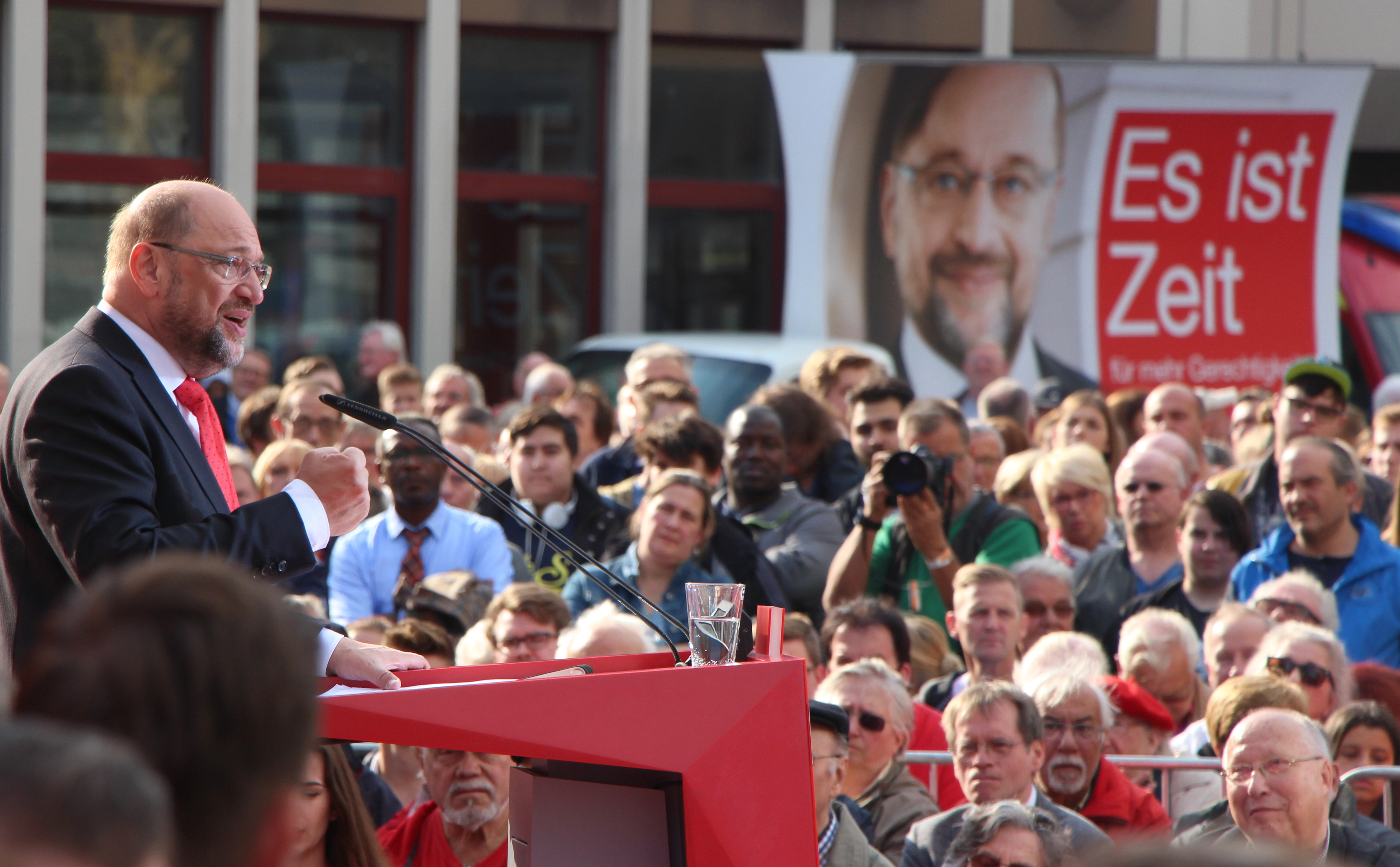
Bei einer Wahlveranstaltung am 20. September 2017 in Gelsenkirchen, vier Tage vor der Wahl

Am 24. Januar 2017 verzichtete der damalige Parteivorsitzende Sigmar Gabriel auf eine Kanzlerkandidatur, er sprach sich für Schulz als Spitzenkandidaten und SPD-Vorsitzenden aus. Am 29. Januar 2017 wurde Martin Schulz vom SPD-Parteivorstand einstimmig als Kanzlerkandidat für die Bundestagswahl am 24. September 2017 nominiert.
Innerhalb der ersten fünf Wochen nach der Nominierung verzeichnete die SPD nach eigenen Angaben mehr als 10.000 Parteieintritte. Am 19. März 2017 wurde Schulz von einem außerordentlichen Bundesparteitag mit 100 % der gültigen Stimmen zum Parteivorsitzenden, dem besten Ergebnis eines SPD-Parteivorsitzenden in der Nachkriegszeit, und zum Kanzlerkandidaten der SPD gewählt.
In der Zeit nach der Nominierung legte die SPD zunächst in Umfragen bundesweit deutlich zu, dieser Anstieg wurde in den Medien als „Schulz-Effekt“ oder als „Schulz-Zug“ bezeichnet. Es entstand das danach benannte Computerspiel Schulzzug – The Game.

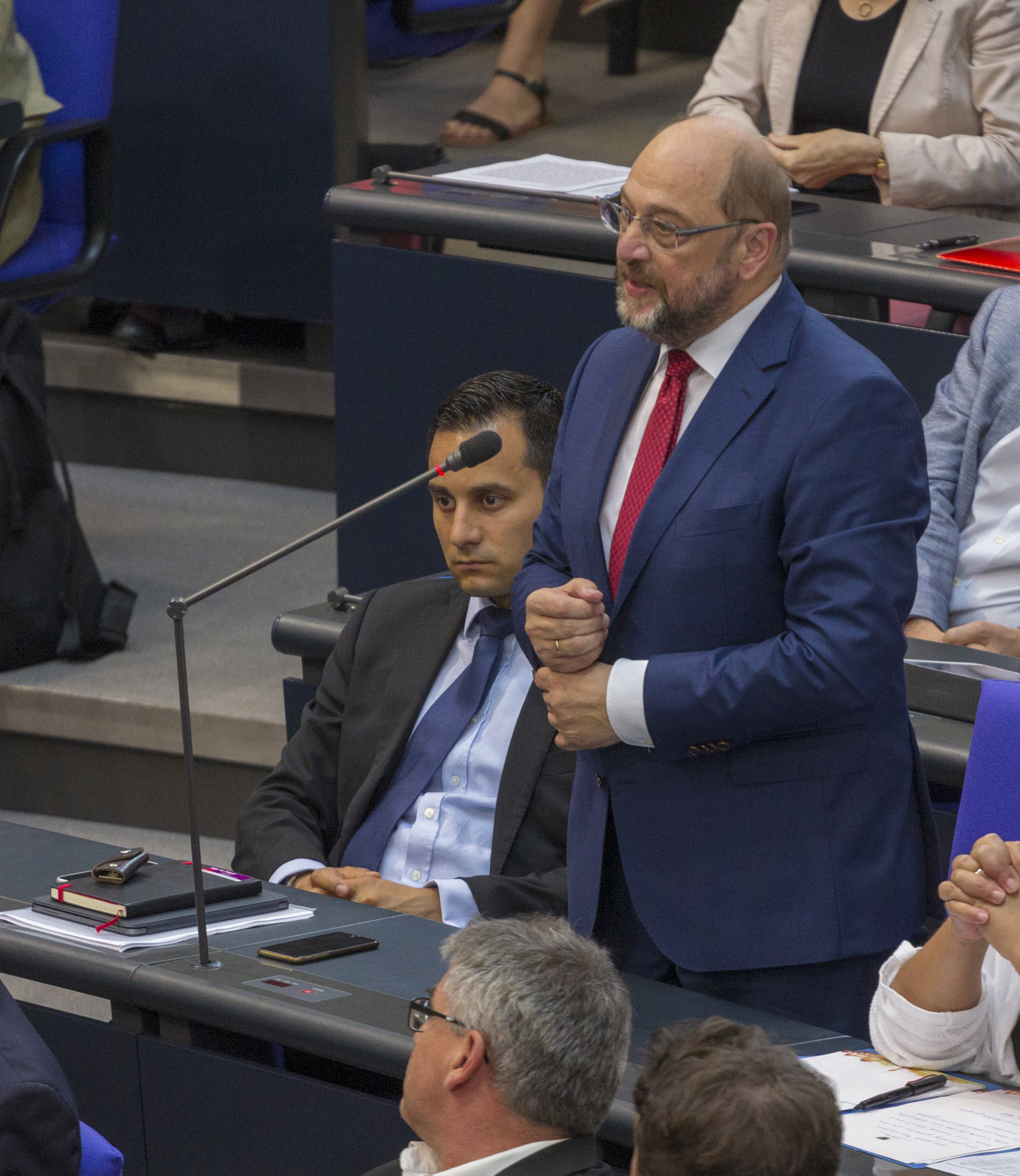
Martin Schulz im Deutschen Bundestag (2019)

Bei den drei auf seine Nominierung folgenden Landtagswahlen im Saarland, in Schleswig-Holstein und in Nordrhein-Westfalen büßte die SPD indes Stimmanteile ein und konnte ihre Wahlziele, die Übernahme bzw. den Erhalt der Regierungsbeteiligung, nicht erreichen. Seit dieser Zeit ließen die Umfrageergebnisse der SPD wieder nach. In der Berichterstattung wurde aus dem Schulz-Zug nun der Schulz-Hype, da die kurzzeitige Popularität wie ein Strohfeuer erlosch. Nach dem amtlichen Endergebnis erreichte die SPD bei der Bundestagswahl schließlich 20,5 % der abgegebenen Stimmen und damit das schlechteste Ergebnis der Nachkriegsgeschichte bis zur Bundestagswahl 2025. Schulz zog über die nordrhein-westfälische Landesliste seiner Partei ins Parlament ein und wurde Mitglied des Bundestages.
Am 7. Dezember 2017 wurde er auf dem SPD-Parteitag mit 81,9 Prozent, dem fünftschlechtesten Ergebnis seit 1946, als Parteivorsitzender wiedergewählt.
Ende 2017 wurde bekannt, dass Schulz Mitte Dezember dem Reichsbanner Schwarz-Rot-Gold beigetreten war. Er ist Ehrenmitglied des Reichsbanners.
Am 7. Februar 2018 wurde nach Abschluss der Koalitionsverhandlungen von Union und SPD bekannt, dass er, entgegen seinen Äußerungen im Wahlkampf und nach der Bundestagswahl, Außenminister werden und den Parteivorsitz an Andrea Nahles abgeben solle. Auf innerparteilichen Druck hin erklärte er am 9. Februar 2018 schriftlich seinen „Verzicht auf den Eintritt in die Bundesregierung“. Am 13. Februar 2018 erklärte er seinen Rücktritt vom Amt des SPD-Parteivorsitzenden.
Im Deutschen Bundestag war Schulz Mitglied der SPD-Bundestagsfraktion sowie stellvertretendes Mitglied im Ausschuss für die Angelegenheiten der Europäischen Union und im Auswärtigen Ausschuss. Im Dezember 2020 erklärte Schulz den Verzicht auf eine weitere Kandidatur bei der Bundestagswahl 2021.

#### Vorsitz der Friedrich-Ebert-Stiftung
Am 14. Dezember 2020 wurde Schulz zum Vorsitzenden der Friedrich-Ebert-Stiftung gewählt.

### Privates
Mitte der 1970er Jahre wurde Schulz nach eigener Darstellung alkoholkrank. In einem Interview mit der Zeitschrift Bunte sagte er: „Ich habe nichts zu verheimlichen. Die Kämpfe, die ich in meinem Leben auszutragen hatte, habe ich ausgetragen – und zwar erfolgreich. Ich habe alles getrunken, was ich kriegen konnte.“ Das Schlimmste sei gewesen, wenn man morgens mit dem Gefühl aufwachte, versagt zu haben. Täglich nehme man sich vor, es besser zu machen, schaffe es aber auch am nächsten Tag nicht. „Das ist ein deprimierendes Gefühl. Solche Prozesse brechen dir langsam das Rückgrat.“ Seit 1980 lebt er abstinent.
Schulz ist mit der Landschaftsarchitektin Inge Schulz verheiratet. Er ist römisch-katholisch, hat zwei erwachsene Kinder und lebt in Würselen. Sein Glaube an Gott ist nach eigenen Angaben „mit den Jahren verloren gegangen“. Neben Deutsch spricht er Französisch, Englisch, Niederländisch, Spanisch und Italienisch, Medienberichten zufolge jeweils fließend.
Martin Schulz ist Fan des 1. FC Köln und sitzt in dessen Beirat. In seiner Jugend spielte er Fußball auf der Position des Linksverteidigers bei der SV Rhenania Würselen 05 und wurde 1972 westdeutscher B-Jugend-Vizemeister. Über seine Zeit als Jugendfußballer äußerte er später: „Ich war total fußballverrückt. Meine Bibel war der ‚Kicker‘, mein Gott war Wolfgang Overath.“ Wegen einer Knieverletzung und eines schweren Kreuzbandschadens musste er das Fußballspielen 1975 aufgeben. Wehrdienst musste Schulz nicht leisten, da er als nicht wehrdienstfähig (T5) ausgemustert wurde.
Schulz war zeitweilig Mitherausgeber der Zeitschrift Neue Gesellschaft/Frankfurter Hefte.
Die letzten fünf Monate im Bundestagswahlkampf 2017 konnte der Journalist Markus Feldenkirchen „mit Schulz im Taxi, im Flugzeug und zu Fuß reisen“, ihn auf fünfzig Terminen begleiten, z. B. bei Strategiesitzungen und späten Currywurst-Dinners. Wie abgemacht wurde die daraus entstandene Reportage erst nach der Wahl im Nachrichtenmagazin Der Spiegel veröffentlicht. Vorbild dafür war ein Porträt im New Yorker über einige der letzten Amtstage Barack Obamas, das im November 2016 erschienen war.

## Politische Positionen
Martin Schulz gehört innerhalb der SPD dem konservativen Seeheimer Kreis der SPD-Bundestagsfraktion an.
Ansonsten zeichnet Martin Schulz sein europapolitischer Schwerpunkt aus.

### Europapolitik

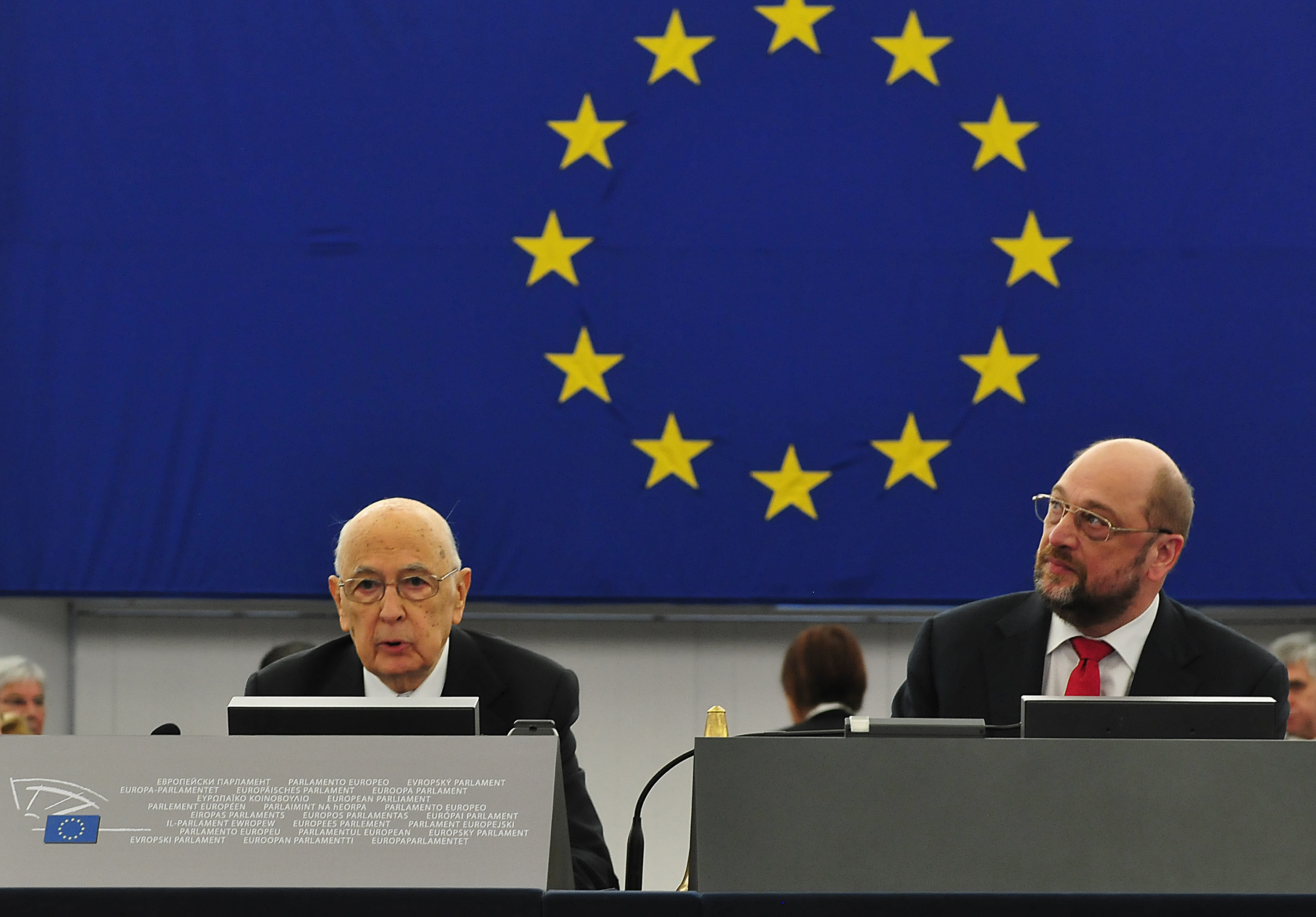
Giorgio Napolitano und Martin Schulz im Europäischen Parlament (2014)

Schulz setzt sich für eine Stärkung Europas und der europäischen Institutionen ein. In den Jahren 2011 und 2012 forderte er die Einführung von EU-Anleihen („Eurobonds“). Nur so ließe sich nach seiner Ansicht die Staatsschuldenkrise im Euroraum entschärfen. Im Jahre 2013 plädierte er für die Schaffung eines „europäischen Schuldentilgungsfonds“, um Staatsschulden der Euro-Mitgliedsländer, die 60 Prozent des Bruttoinlandsprodukts übersteigen, auf europäische Ebene zu verlagern. 2015 forderte er Änderungen hin zu einer europäischen Bankenunion. Kurz nach dem Brexit-Referendum in Großbritannien Mitte 2016 legte Schulz 2016 mit Vizekanzler Sigmar Gabriel einen Zehn-Punkte-Plan für eine Reform der EU vor. Darin wird u. a. der Aufbau einer handlungsstarken europäischen Regierung gefordert, die unter der Kontrolle des Europäischen Parlaments steht. Schulz ist einer der 27 Initiatoren der im November 2016 veröffentlichten Charta der Digitalen Grundrechte der Europäischen Union.
Schulz betonte häufig, die Europäische Union sei das beste Mittel zur Abwehr der „Dämonen des 20. Jahrhunderts“ wie Rassismus, Fremdenfeindlichkeit und Antisemitismus. Nach dem Austrittsvotum des Vereinigten Königreichs warnte Schulz Mitte 2016: „Zerschlagen wir die Instrumente, mit denen wir die Dämonen bannen, dann setzen wir sie wieder frei.“
Im Bundestagswahlkampf 2017 kündigte er an, im Falle einer Kanzlerschaft in den ersten 100 Tagen für eine stärkere europäische Integration zu werben.
Im September 2017 überraschte Schulz seine Partei durch die im TV-Duell mit der Bundeskanzlerin erhobene Forderung, die EU-Beitrittsverhandlungen mit der Türkei abzubrechen, was auch die Außenminister der EU überraschte.
Am 7. Dezember 2017 erklärte er auf dem SPD-Bundesparteitag u. a., dass er „die EU innerhalb der nächsten sieben Jahre in Vereinigte Staaten von Europa (VSE) mit einem gemeinsamen Eurozonenhaushalt und eine[m] europäischen Finanzminister umwandeln will“.
Im 19. Deutschen Bundestag war Schulz stellvertretendes Mitglied im Ausschuss für die Angelegenheiten der Europäischen Union sowie im Auswärtigen Ausschuss.
Schulz ist Vorsitzender des gemeinnützigen Vereins Tu was für Europa, der sich mit konkreten Projekten für europäisches Engagement einsetzt.

### Sozial- und Arbeitspolitik
Im Wahlkampf zur Bundestagswahl 2017 sprach sich Martin Schulz dafür aus, die von der SPD 2003 unter dem damaligen Bundeskanzler und SPD-Vorsitzenden Gerhard Schröder initiierte Agenda 2010 in Teilen zu revidieren. So erklärte er insbesondere, unter dem Begriff Arbeitslosengeld Q die Bezugsdauer des Arbeitslosengeldes bei Teilnahme an einer Weiterbildungsmaßnahme für Ältere auf bis zu 48 Monate verlängern zu wollen. Zudem will Schulz keine sachgrundlos befristeten Arbeitsverhältnisse mehr zulassen. Ferner plädiert er dafür, den Kündigungsschutz für Beschäftigte auszubauen, die Betriebsratswahlen organisieren.
Schulz kündigte an, in den ersten 100 Tagen seiner Kanzlerschaft ein Gesetz zur Schließung der Einkommenslücke zwischen Männern und Frauen vorzulegen, sofern er Kanzler werde. Er wolle den Rechtsanspruch einführen, nach Teilzeitarbeit wieder auf eine Vollzeitstelle zurückzukehren, und Managergehälter begrenzen. Zudem forderte er die bundesweite Gebührenfreiheit der Bildung „von der Kita bis zur Universität oder zum Meister“.
Im Falle eines Wahlsiegs plante Schulz, die Arbeitgeber wieder zur Hälfte, also „paritätisch“, an den Zusatzbeiträgen der Gesetzlichen Krankenversicherung zu beteiligen.
Ein weiterer Punkt in Schulz’ Plan ist das sogenannte Chancenkonto für jeden Erwachsenen mit festem Wohnsitz in Deutschland. Es sieht pro Person einen Anfangsbetrag von 5.000 Euro vor, der langfristig auf 20.000 Euro anwachsen soll. Dieser soll dazu dienen, Erwachsenen nach freiem Ermessen Weiterbildungen, Existenzgründungen und Auszeiten zu finanzieren.

### Verteidigungspolitik
In der Verteidigungspolitik lehnte Schulz 2017 noch den NATO-Richtwert von zwei Prozent des Bruttosozialproduktes pro Mitgliedstaat für Rüstungsausgaben ab, da er sonst ein „hochgerüstetes, bis an die Zähne bewaffnetes Deutschland“ befürchtet. Seine aktuelle Position ist nicht eindeutig kommuniziert.

### Familienpolitik
Schulz befürwortet die „Ehe für alle“.

### Haushaltspolitik
In seinem Zukunftsplan für Deutschland fordert Schulz 2017 eine Investitionspflicht des Staates. Diese würde dazu führen, dass der Staat verpflichtet wird, Haushaltsüberschüsse, die eine gewisse Grenze überschreiten, in die Infrastruktur zu investieren. Dadurch könnten laut Schulz in den folgenden vier Jahren 30 Milliarden Euro in Bildung, Ausbau der Glasfasernetze und andere Infrastrukturprojekte fließen.

### Positionen zur Großen Koalition
Am Wahlabend nach der Bundestagswahl am 24. September 2017 schloss Schulz eine erneute Große Koalition aus. Auch nach dem Abbruch der Jamaika-Sondierungsgespräche bekräftigte er am 20. November 2017 die Entscheidung, nicht erneut in eine Große Koalition zu gehen.
Am 7. Dezember 2017 warb er auf dem SPD-Bundesparteitag für „ergebnisoffene Gespräche“ mit den Unionsparteien. Nach den Sondierungsgesprächen warb er am 21. Januar 2018 auf dem Sonderparteitag in Bonn für Koalitionsgespräche mit der Union.

## Kontroversen

### Rede in der Knesset

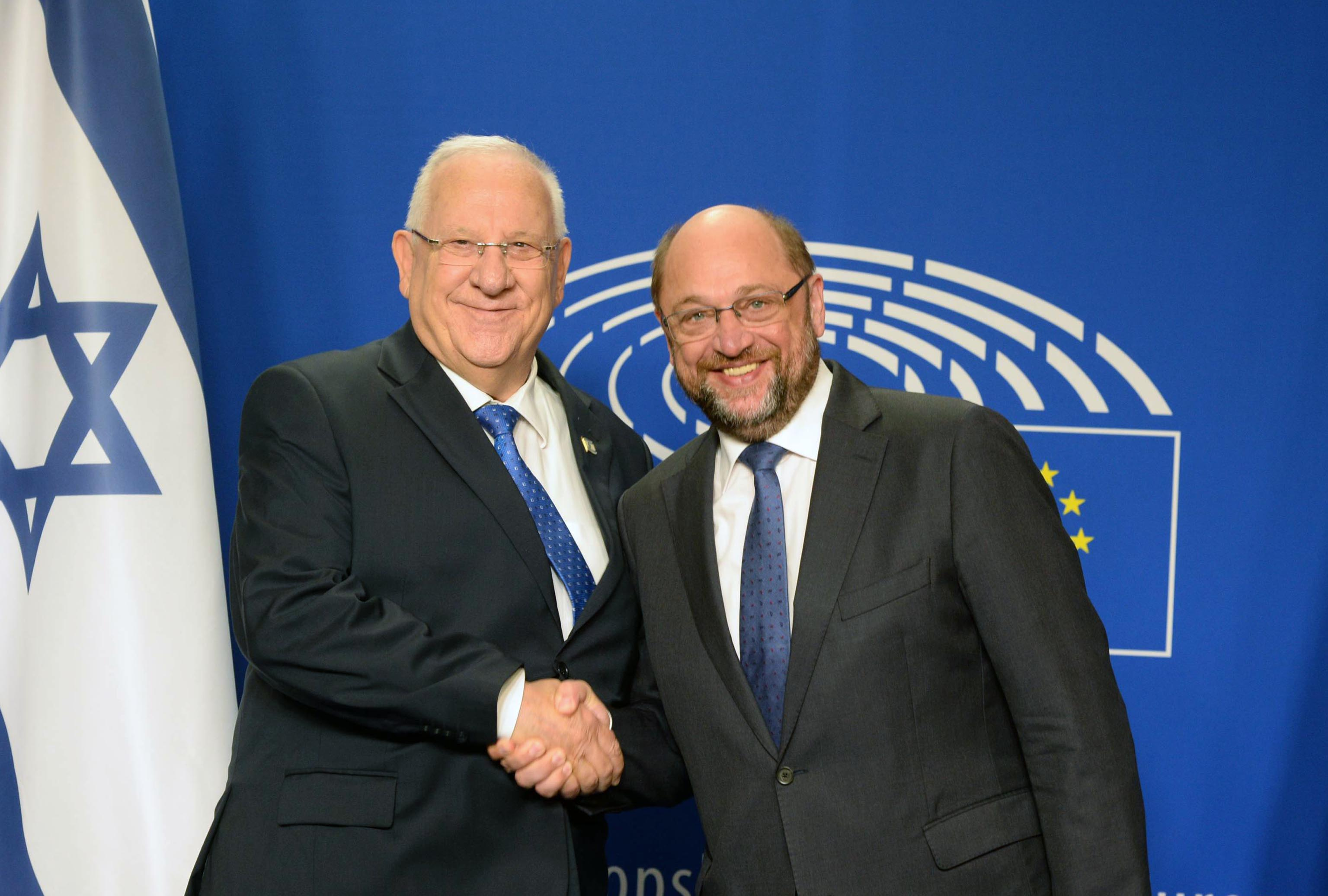
Martin Schulz mit dem israelischen Staatspräsidenten Reuven Rivlin (2016)

In einer am 12. Februar 2014 auf Deutsch gehaltenen Rede in der Knesset thematisierte Schulz unter anderem den israelischen Siedlungsbau sowie die Beziehung zwischen Israel und Palästina.
Von rechtsgerichteten Abgeordneten der Knesset und vom israelischen Ministerpräsidenten Benjamin Netanjahu (Likud) wurde die Rede scharf kritisiert. Netanjahu warf ihm eine „selektive Wahrnehmung“ und eine „einseitige Sicht auf den Nahostkonflikt“ vor.
Die gesamte Fraktion der national-religiösen Regierungspartei HaBajit haJehudi („Jüdisches Heim“) verließ während Schulz’ Rede tumultartig den Sitzungssaal. Der Wirtschafts- und Handelsminister Naftali Bennett (HaBajit haJehudi) nannte die Ansprache „eine einzige verlogene Moralpredigt“. Die Ministerin für Kultur und Sport Limor Livnat zeigte sich entrüstet. Dagegen distanzierten sich die Vorsitzenden der linken Oppositionsparteien Zehava Gal-On (Meretz-Jachad) und Jitzchak Herzog (Awoda) von den Vorgängen im Parlament. Auch in Deutschland wurde die Rede in Politik und Medien kontrovers diskutiert. Elmar Brok (CDU), Vorsitzender des Ausschusses für auswärtige Angelegenheiten, Menschenrechte, Gemeinsame Sicherheit und Verteidigungspolitik im Europäischen Parlament, bezeichnete eine etwaige Nichterwähnung der Raketenangriffe der Hamas als einen Fehler und das Verlassen des Parlaments durch einige Abgeordnete als „Überreaktion“.
Schulz selbst wies darauf hin, dass auch US-Außenminister John Kerry ähnliche Reaktionen erfahren habe. Am Ende hätten Abgeordnete aus mehreren Fraktionen, auch Regierungsmitglieder, stehend applaudiert.

### Konflikt mit Silvio Berlusconi
2003 kam es während einer Sitzung des Europäischen Parlaments zu einem Eklat. Schulz kritisierte damals den anwesenden italienischen Ministerpräsidenten Silvio Berlusconi unter anderem wegen dessen Doppelfunktion als Regierungschef und Medienunternehmer. Berlusconi schlug ihm daraufhin vor, er solle die Rolle des Kapos in einem Film über Konzentrationslager übernehmen, der in Italien gedreht werden könne:

“Signor Schulz, so che in Italia c’è un produttore che sta montando un film sui campi di concentramento nazisti: La suggerirò per il ruolo di kapò. Lei è perfetto!”

„Herr Schulz, ich weiß, dass es in Italien einen Produzenten gibt, der einen Film über Nazi-Konzentrationslager dreht. Ich werde Sie für die Rolle des Kapos empfehlen. Sie sind perfekt!“

In der darauf folgenden Diskussion im Europäischen Parlament wollte Berlusconi diese Äußerung als Witz verstanden wissen.

### Vorwurf der Begünstigung enger Mitarbeiter
Im April 2017 rügte das Europäische Parlament im Rahmen seines Entlastungsbeschlusses für das Haushaltsjahr 2015 zwei Personalangelegenheiten, die Schulz als Parlamentspräsident zu verantworten hatte. Hintergrund war zum einen die Zahlung von Auslandszulagen in Höhe von rund 20.000 Euro, die ein Mitarbeiter von der Parlamentsverwaltung während einer zehnmonatigen Tätigkeit in Berlin erhalten hatte, obwohl sein Lebensmittelpunkt bereits in Berlin gewesen war. Der Mitarbeiter, ein Vertrauter von Schulz, war später sein Wahlkampfleiter. Zum anderen wurde Schulz vorgeworfen, er habe regelwidrige Beförderungen enger Mitarbeiter in einem Präsidentenbeschluss abgezeichnet, die diesen, über sein Ausscheiden hinaus, finanziell vorteilhafte Dienstposten sicherten. Schulz bezeichnete die Rüge als Wahlkampfmanöver durch „Anti-Europäer, Konservative und Grüne“ und verwies auf die Entscheidung des Europäischen Amts für Betrugsbekämpfung, kein offizielles Ermittlungsverfahren einzuleiten.

## Ehrungen und Auszeichnungen

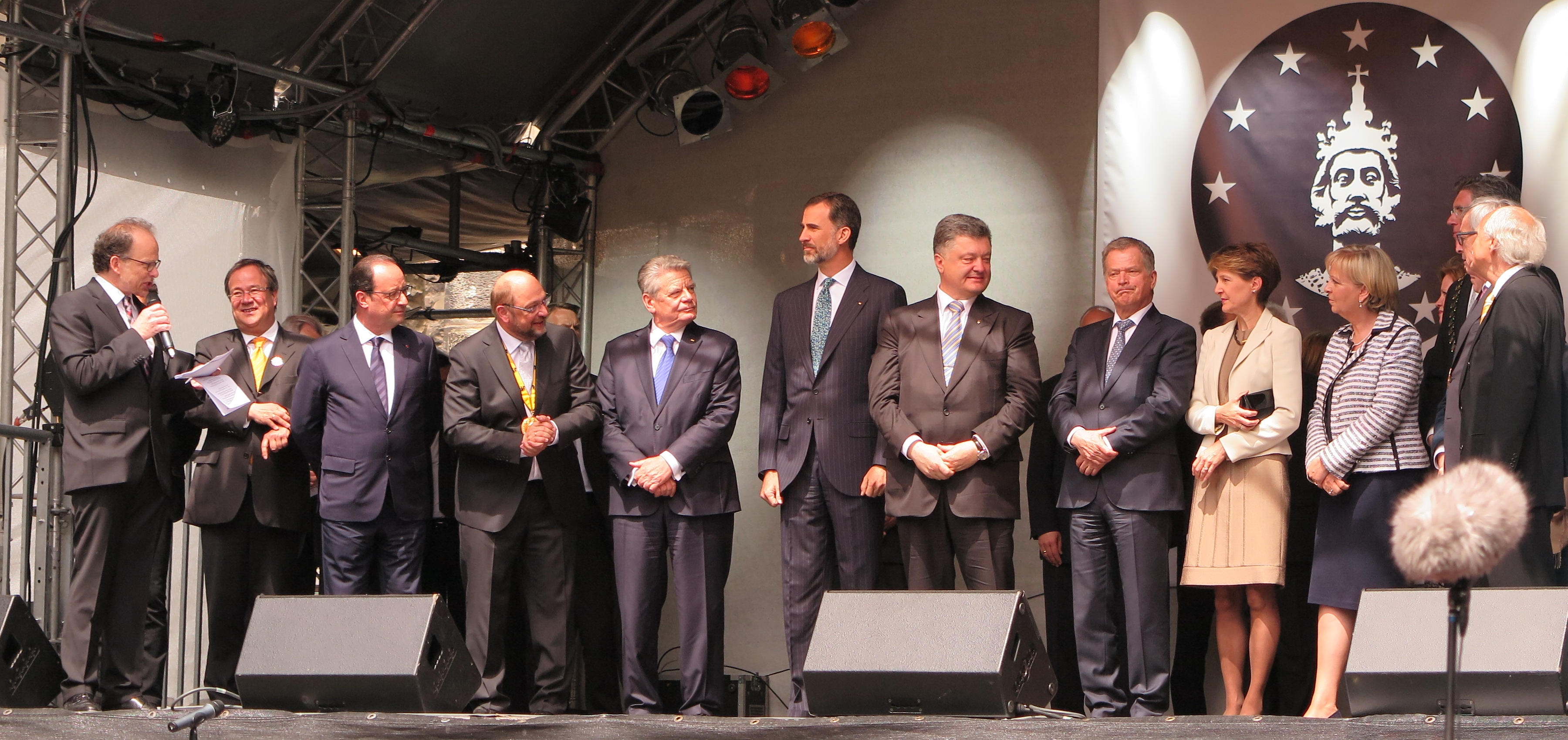
Martin Schulz nach der Verleihung des Karlspreises 2015 auf der Bühne am Katschhof. Von links nach rechts sind zu sehen: Bernd Büttgens, Armin Laschet, François Hollande, Martin Schulz, Joachim Gauck, König Felipe VI., Petro Poroschenko, Sauli Niinistö, Simonetta Sommaruga, Hannelore Kraft, Marcel Philipp, Jean-Claude Juncker und Jürgen Linden

- 2001: Bundesverdienstkreuz am Bande des Verdienstordens der Bundesrepublik Deutschland
- 2006: Bundesverdienstkreuz 1. Klasse des Verdienstordens der Bundesrepublik Deutschland
- 2008: Großes Goldenes Ehrenzeichen mit dem Stern für Verdienste um die Republik Österreich[132]
- 2009: Ehrendoktorwürde der Staatlichen Technischen Universität Kaliningrad. Die Universität zeichnete ihn damit für sein langjähriges Engagement für die Verbesserung der europäisch-russischen Beziehungen und für seine Unterstützung beim Aufbau des bislang einzigen, interdisziplinären und interkulturellen Europastudiengangs in Russland aus.[133]
- 2010: Offizierskreuz der französischen Ehrenlegion[134]
- 2012: Schwarzkopf-Europa-Preis der Schwarzkopf-Stiftung Junges Europa[135]
- 2012: „GQ Mann des Jahres“ in der Kategorie Politik[136]
- 2012: Europa-Lilie der EUD-Hauptstadtgruppe Europa-Professionell[137]
- 2012: Wenzel-Jaksch-Gedächtnispreis der Seliger-Gemeinde[138]
- 2012: Sonderorden „Närrischer Grenzlandschild“ der Karnevalsgesellschaft „Au Ülle“[139]
- 2012: Ehrendoktorwürde der İstanbul Bilgi Üniversitesi. Die türkische Privatuniversität zeichnete ihn damit für seine Bemühungen um die Europäische Integration aus. Seine Beachtung universeller demokratischer Werte und bürgerlicher Freiheiten erfuhr dabei eine besondere Betonung.[140]
- 2013: „Lachender Amtsschimmel“ des Deutschen Beamtenbundes[141]
- 2013: Politikaward als „Politiker des Jahres“ des Magazins Politik & Kommunikation[142]
- 2013: „Goldenes Karussellpferd“ der Arbeitsgemeinschaft der Schaustellervereine NRW für seine langjährigen Verdienste um die europäischen Volksfeste[143]
- 2013: Ehrendoktorwürde der Hebräischen Universität Jerusalem[144]
- 2014, 26. Februar: Ehrendoktorwürde der Pädagogischen Hochschule Karlsruhe. Die Initiative ging von der Fakultät für Sprach-, Literatur- und Sozialwissenschaften aus. In der Begründung heißt es: „Martin Schulz setzt sich seit vielen Jahren für die Europäische Integration ein und äußert sich auch zu heiklen Themen. In seinem kürzlich veröffentlichten Buch Der gefesselte Riese – Europas letzte Chance fordert er eine verstärkte Demokratie und soziale Gerechtigkeit in der Europäischen Union – Ziele, die in Übereinstimmung mit der Ausrichtung unserer Hochschule stehen.“[145]
- 2014: Orden des Weißen Doppelkreuzes 2. Klasse
- 2015, 20. Februar: Großes Goldenes Ehrenzeichen am Bande für Verdienste um die Republik Österreich[146]
- 2015, 14. Mai: Karlspreis zu Aachen „in Würdigung seiner bedeutenden Verdienste um eine Stärkung der Parlamentarisierung und der demokratischen Legitimation in der Europäischen Union und in Anerkennung seiner Rolle als wichtiger Vordenker der EU“.[147]
- 2015, 8. Oktober: Hammer-Preis 2015 der Kreishandwerkerschaft Mainz-Bingen, Laudatio Karl Lehmann.[148]
- 2015, 24. Oktober: Ehrenbürger der Stadt Würselen[149]
- 2016, 16. Oktober: Heinrich-Albertz-Friedenspreis der Arbeiterwohlfahrt[150]
- 2016, 2. Dezember: Großes Verdienstkreuz mit Stern und Schulterband des Verdienstordens der Bundesrepublik Deutschland[151]
- 2024, 5. Mai: Martini-Preis der SPD Südpfalz, mit dem Personen ausgezeichnet werden, die sich um die „Demokratie, um politische Kultur, um Aufklärung und Wahrhaftigkeit im politischen, gesellschaftlichen und kulturellen Leben verdient gemacht haben.“[152]

## Veröffentlichungen
- Der gefesselte Riese. Europas letzte Chance. Rowohlt Berlin, Berlin 2013, ISBN 978-3-87134-493-0.[153]
- Warum wir jetzt kämpfen müssen. In: Frankfurter Allgemeine Zeitung. 6. Februar 2014.
- Was die Geschichte dieses Films uns lehrt. In: Frankfurter Allgemeine Zeitung. 19. März 2013.
- Was mir wichtig ist. Rowohlt Berlin, Berlin 2017, ISBN 978-3-7371-0030-4.